# Cienin Zaborny
Cienin Zaborny – wieś w Polsce położona w województwie wielkopolskim, w powiecie słupeckim, w gminie Słupca.
W latach 1954–1972 wieś należała i była siedzibą władz gromady Cienin Zaborny. W latach 1975–1998 miejscowość administracyjnie należała do województwa konińskiego.
W 1882 roku we wsi znajdował się folwark. 
W 1913 roku we wsi powstała jednostka Ochotniczej Straży Pożarnej.  
Na terenie wsi znajduje się stacja kolejowa Cienin.